# Hộ chiếu đọc bằng máy

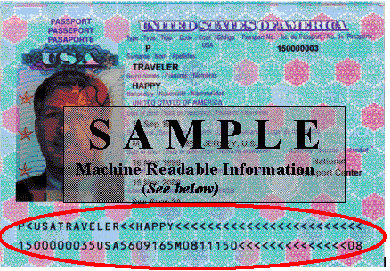
Trang hộ chiếu với ô đọc bằng máy được khoanh oval đỏ

Hộ chiếu đọc bằng máy viết tắt tiếng Anh là MRP (Machine-readable passport), là dạng bản xuất hộ chiếu, một giấy thông hành du lịch có thể đọc được bằng máy (MRTD, machine-readable travel document) với dữ liệu trên trang nhận dạng được mã hoá theo định dạng nhận dạng ký tự bằng quang học. Nhiều quốc gia bắt đầu phát hành các tài liệu du lịch có thể đọc máy trong những năm 1980 .
Hầu hết các hộ chiếu du lịch trên toàn thế giới là MRP. Nó được tiêu chuẩn hoá theo "Văn bản 9303" của Tổ chức Hàng không Dân dụng Quốc tế (ICAO), và được Tổ chức Tiêu chuẩn hoá Quốc tế (ISO) và Ủy ban kỹ thuật điện quốc tế (IEC) xác nhận là tiêu chuẩn ISO/IEC 7501-1, và có một vùng đặc biệt có thể đọc máy (MRZ, machine-readable zone), thường ở dưới cùng của trang nhận dạng ở đầu hộ chiếu. "Văn bản 9303" mô tả ba loại tài liệu. Thông thường, quyển hộ chiếu được phát hành ở quy cách "Loại 3", trong khi các Căn cước công dân và thẻ hộ chiếu thường sử dụng định dạng "Loại 1" .
Vùng máy có thể đọc được của một tài liệu du lịch loại 3 kéo dài hai dòng, và mỗi dòng là 44 ký tự. Thông tin sau phải được cung cấp trong khu vực: tên, số hộ chiếu, quốc tịch, ngày sinh, giới tính, và ngày hết hạn hộ chiếu. Có nhiều thông tin bổ sung tùy chọn, thường là phụ thuộc vào quốc gia. Vùng đọc bằng máy của tài liệu du lịch Loại 1 kéo dài ba dòng, và mỗi dòng có 30 ký tự .